# Pérgola da Foz

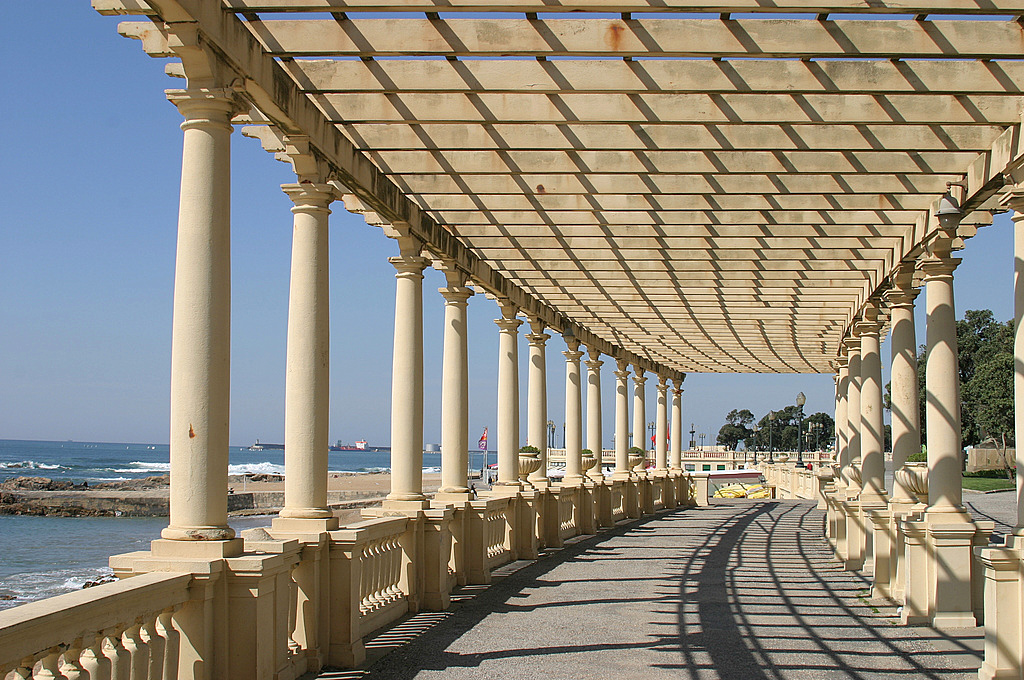
Pérgola da Foz na Avenida do Brasil (Porto), sobre a Praia do Molhe

A Pérgola da Foz é uma pérgola com balaustrada construída em cimento localizada entre a Praia da Luz e os jardins da Avenida de Montevideu na cidade do Porto, em Portugal.
Apesar de pertencer à freguesia de Nevogilde é uma das imagens mais associadas à Foz do Douro, sendo um dos ex libris mais conhecidos e emblemáticos do Porto.
Foi construída por volta de 1930, integrada no Projeto de Melhoramentos e Embelezamento da Avenida do Brasil elaborado pela Câmara Municipal do Porto naquele ano. A sua construção custou cerca de 53 000 escudos e foi entregue a António Enes Baganha, um dos artistas mais importantes do seu tempo nesta área.
A proximidade do mar contribui para a degradação do betão armado da pérgola, o que levou a autarquia do Porto a financiar obras de requalificação em 2008. As obras incluíram a reparação da pérgola e de toda a balaustrada, tendo as paredes viradas para o mar sido pintadas com tinta antigraffiti, uma tinta especial que tira os elementos porosos de forma a que depois com um jacto de água e uma vassoura se possam limpar os graffiti.